# Synagoga v Chebu
Synagoga v Chebu, je bývalý židovský templ postavený v letech 1892–1893 v novorománském slohu. Během takzvané Křišťálové noci v roce 1938 byla vypálena nacisty a ruiny později strženy.
Synagoga stávala na nároží dnešních ulic Obrněné brigády a Hradební. Na jejím místě byl později postaven panelový dům, na kterém byla v roce 2004 odhalena pamětní deska připomínající, že zde kdysi stála synagoga.

## Historie

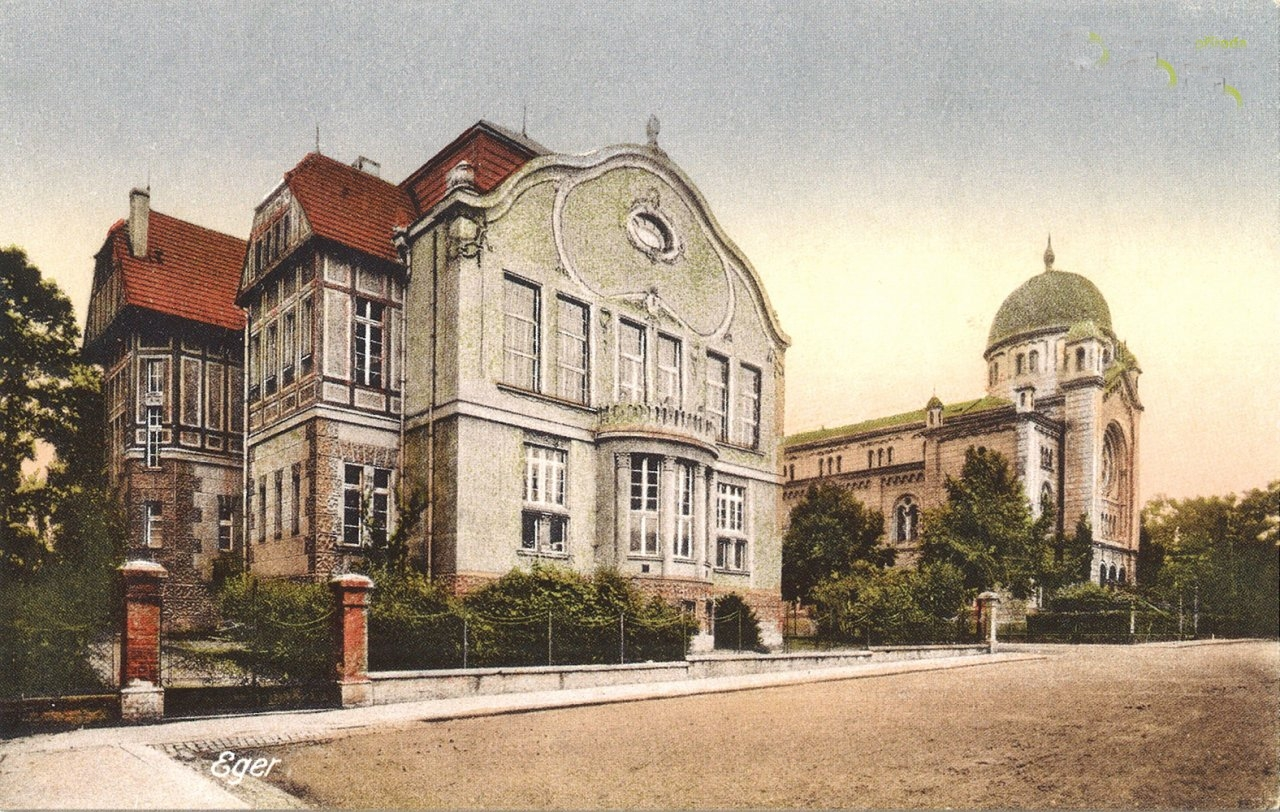
Veřejná knihovna Dominika Kreuzingera v Chebu na kolorované pohlednici z roku 1920. V pozadí za ní je chebská synagoga.

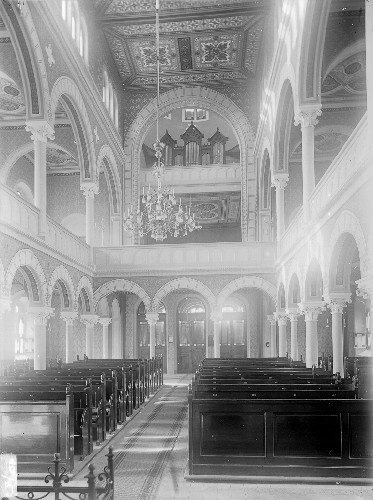
Interiér synagogy. Fotografie z roku 1903.

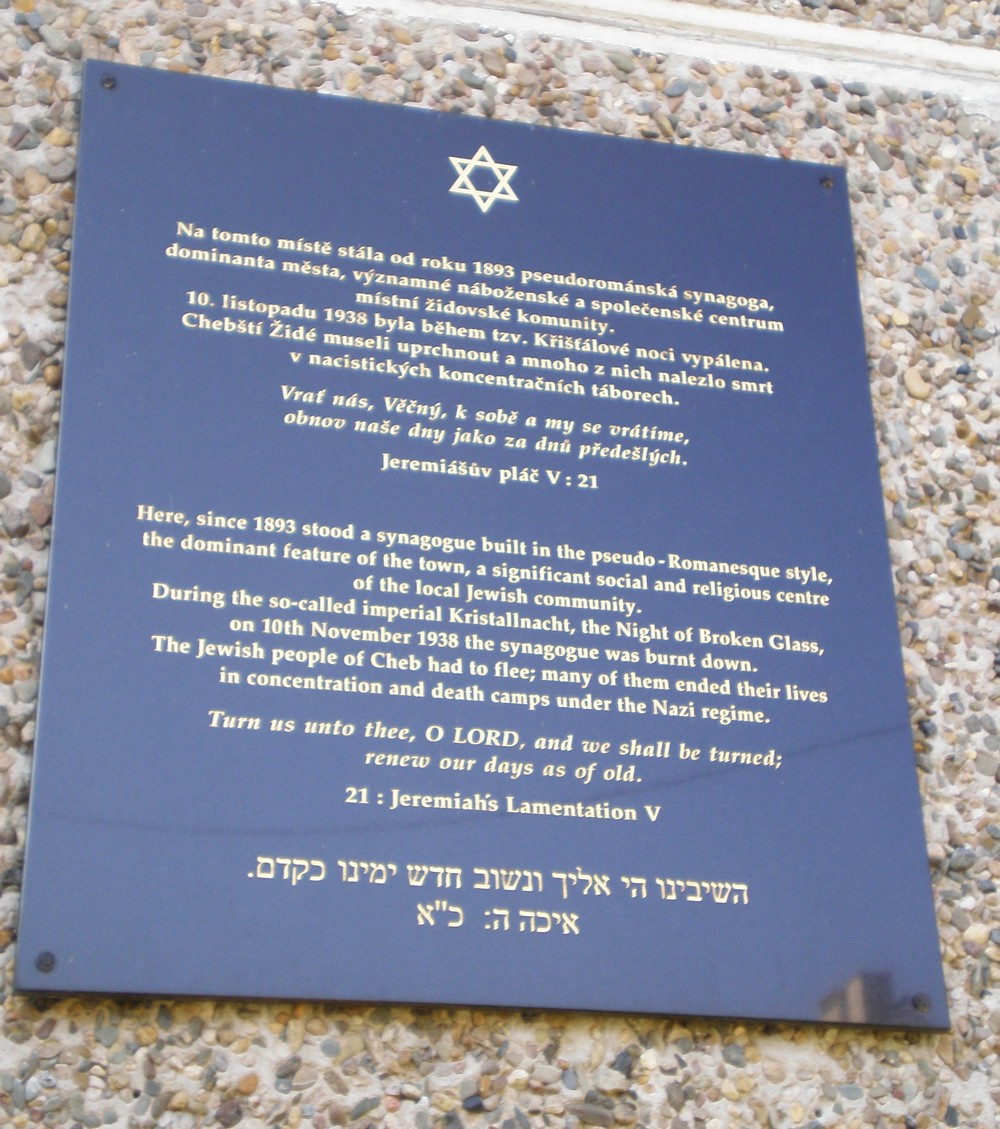
Pamětní deska.

Novodobá židovská obec existovala v Chebu od roku 1862. V roce 1892 začala být budována nová, v pořadí již třetí, synagoga podle plánů architekta Leo Buchena. Stavba byla prováděna firmou Haberzetll. Hotová synagoga byla vysvěcena již 25. července 1893 rabínem Ignácem Zieglerem z Karlových Varů.

## Předchozí synagogy
V Chebu stálo postupně v přímé návaznosti na existenci židovského osídlení města několik synagog. Nejvýznamnější středověkou synagogou byla údajně budova vystavěná v letech 1364–1375 ve stylu vrcholné gotiky na východním okraji tehdejšího ghetta. Tato synagoga byla roku 1430 po vypovězení Židů z města přeměněna na křesťanský kostel, roku 1837 se zřítila klenba a roku 1856 byla ruina zbořena. Z této synagogy pravděpodobně pochází žulová pamětní deska rabína Meir ben Josefa z 2. poloviny 14. století, uložená v lapidáriu na chebském hradě.
V roce 1869 došlo adaptací sálu hospody ke zřízení nové modlitebny, která sloužila náboženským účelům až do roku 1893.
Rozestavěná moderní synagoga od architekta Karla Königa v eklektickém stylu ve Sládkově ulici z let 1867–1869 byla prodána a roku 1875 dostavěna jako městská tělocvična. V roce 1945 byla při náletu zničena.